# Smrt Elisy Lamové
Elisa Lamová (30. dubna 1991 – pravděpodobně 1. února 2013) byla kanadská vysokoškolská studentka, která se v roce 2013 za záhadných okolností ztratila během pobytu v losangeleském hotelu Cecil. Její mrtvé tělo bylo nalezeno o několik týdnů později na střeše hotelu v nepřístupné nádrži na vodu. Její smrt byla obestřena celou řadou těžko vysvětlitelných okolností a stala se oblíbeným tématem mezi příznivci záhad a konspiračních teorií.

## Pozadí případu

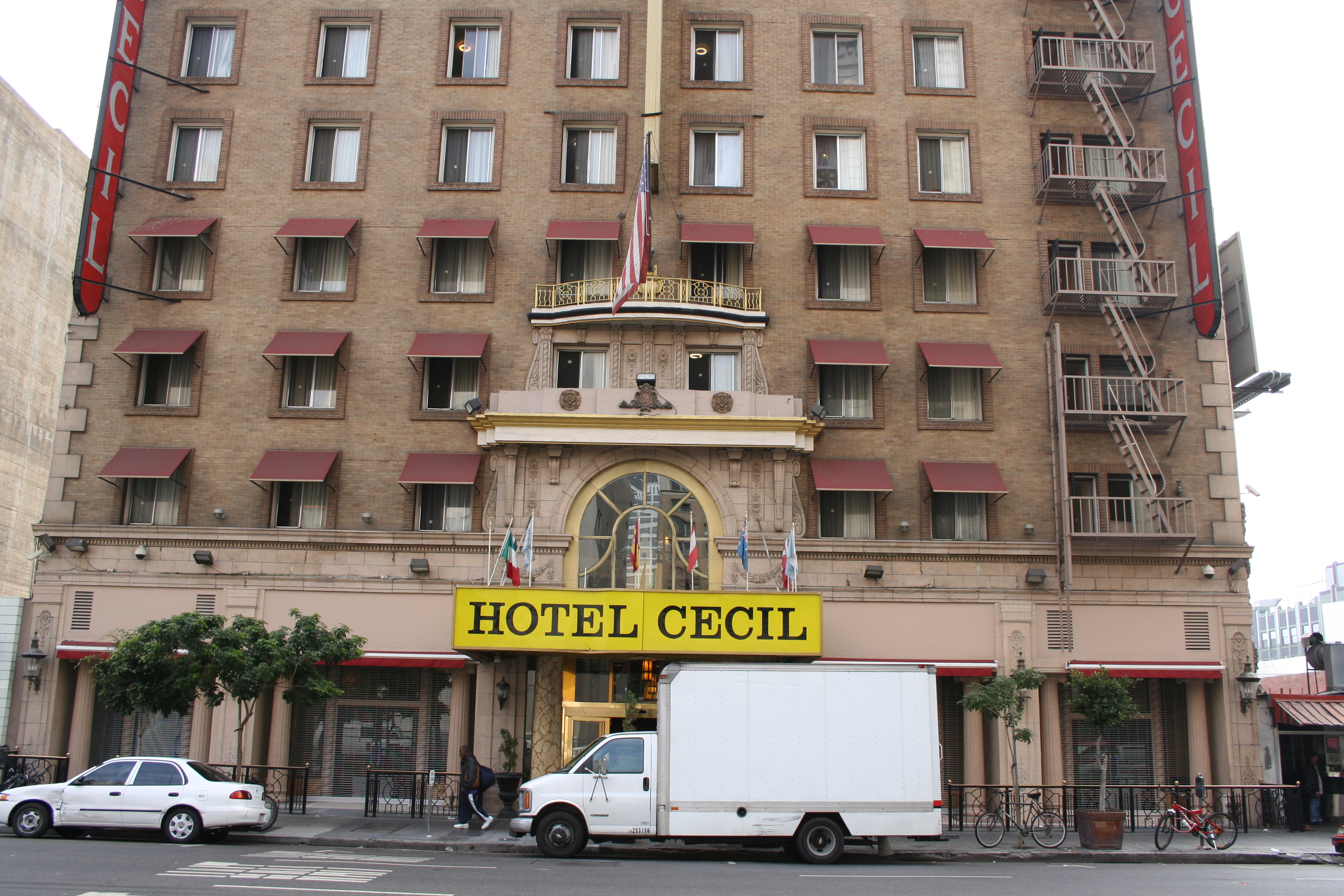
Hotel Cecil

Elisa Lamová byla dcerou přistěhovalců z Hongkongu. Žila s rodiči ve Vancouveru, kde navštěvovala Univerzitu Britské Kolumbie. Trpěla bipolární poruchou, kterou sice léčila, ale pociťovala její dopad na své studijní výsledky. Školu proto přerušila a rozhodla se procestovat jihozápad Spojených států. Svůj výlet započala v San Diegu, kde navštívila zoologickou zahradu. O svých zážitcích psala na svém blogu. Ze San Diega se 26. ledna přemístila do Los Angeles, kde se ubytovala v historickém hotelu Cecil. Ten se netěšil dobré pověsti. Ubytováni zde v minulosti byli např. sérioví vrazi Jack Unterweger a Richard Ramirez. Oběť jiné nevysvětlené vraždy, známá jako Černá Dahlia, se zde v den své smrti zastavila v baru. Několik lidí zde také spáchalo sebevraždu. Jeden z nich po skoku z okna zabil náhodného chodce. Špatná pověst hotelu způsobila jeho postupný úpadek. Z vyhlášeného boutique hotelu se stala levná alternativa pro turisty s omezeným rozpočtem. Prvních několik dní byla Elisa Lamová ubytována v pokoji společně s dvěma dalšími ženami. Ty si však stěžovaly na její zvláštní chování a proto byla přesunuta jinam.

## Pohřešování a zveřejnění videa
Po pěti dnech pobytu v Los Angeles se měla Elisa z hotelu odhlásit a pokračovat do Santa Cruz. To však neudělala a když od ní její rodiče nedostali několik dní žádnou zprávu, zkontaktovali policii. Ta okamžitě prohledala její pokoj. Nasazeni byli i stopovací psi, avšak bezvýsledně. Policie odmítala prozkoumat jiné části hotelu s odůvodněním, že neexistuje žádný důkaz, že by došlo k nějakému zločinu. 6. února uspořádala policie tiskovou konferenci a v sousedství hotelu rozdala letáky s jejím portrétem. 16. února nechali zveřejnit videozáznam z hotelového výtahu, který byl pořízen 1. února. Na záznamu z kabiny je vidět Elisa, která po nastoupení mačká velké množství tlačítek. Dveře výtahu se ale nezavírají. Elisa se několikrát vyklání do chodby, gestikuluje rukama ve vzduchu, schovává se v rohu, chytá se za hlavu a znovu mačká několik tlačítek. Výtah se však během více než 2 minut nezavře a Elisa z něj nakonec vychází ven a mizí ze záběru. Krátce poté se dveře výtahu několikrát zavírají a otvírají. Video kvůli svému záhadnému obsahu okamžitě vzbudilo obrovský zájem veřejnosti, která se začala zajímat o ponurou historii hotelu a objevila se celá řada teorií o tom, co se mohlo s Elisou stát. Jedna z nejbizarnějších například hovořila o tom, že je hotel Cecil bránou do pekla či jiné dimenze.

## Nález těla
Ačkoliv došlo ke spekulacím, že se Elisa mohla chovat iracionálně pod vlivem drog či v důsledku psychózy, svědkyně z nedalekého knihkupectví dosvědčila, že s ní jako jediná v den zmizení mluvila a Elisa na ní působila veselým dojmem. Mluvila o tom, že se chystá pokračovat v cestě a řešila hmotnost svých zavazadel. Na konci února si někteří obyvatelé hotelu začali stěžovat na nízký tlak vody. Jeden z hostů tvrdil, že voda chutná „divně“. Jiná nahlásila, že voda tekoucí ze sprchy je tmavá. Hotel využíval starý systém zásobování pokojů vodou za pomocí samospádu. Vedení se proto rozhodlo vyslat údržbu k nádržím umístěným na střeše hotelu. V jedné z nich bylo nalezeno nahé tělo plovoucí několik centimetrů nad dnem. Vedle těla byly nalezeny i šaty. Přivolaná policie musela nechat vypustit vodu a vyříznout otvor v boku nádoby, aby bylo možné tělo vůbec vyzvednout. Všechny Elisiny osobní předměty se nacházely v nádrži či v hotelovém pokoji. Její mobilní telefon se však nikdy nenašel.

## Nesrovnalosti případu
Nařízená soudní pitva prokázala, že se Elisa utopila. Byly provedeny i daktyloskopické zkoušky a vyšetření na znásilnění. Toxikologie prokázala pouze zbytky jejích léků. Žádné stopy cizího zavinění se nenašly a případ byl uzavřen jako „příčina smrti nezjištěna“. Tento závěr byl později změněn na „nehoda“. Případ však nadále obsahoval několik nesrovnalostí:
Dveře na střechu byly v době nálezu těla opatřené alarmem, který by se při jejich otevření spustil. Nádoby na vodu byly skoro 2,5 metru vysoké a k vylezení na ně byl zapotřebí žebřík, který se na místě nenašel. Nádoba byla uzavřená velice těžkým víkem, se kterým se zevnitř nedalo dobře manipulovat.To je ale tvrzení policisty, muž jenž ji našel tvrdí , že poklop byl otevřen. Nad nádrží byla stříška, z které se dalo slézt na nádrž. Na střechu se dá dostat přes požární schodiště. Dokonce jsou na střeše nalezeny stopy po mejdanech, takže se tam "běžně" chodilo mimo dveře s alarmem.
Další analýza videa z výtahu ukázala, že mohlo být záměrně editováno. Některé pasáže se zdají být zpomalené, asi minuta videa chybí úplně a časová stopa v rohu obrazu je zakrytá.
Ačkoliv byla prokazatelně po smrti, Elisin blog byl dalších několik měsíců aktivní a přibylo několik příspěvků.
Okolnosti případu se shodují s filmem Temné vody z roku 2005. Film obsahuje tmavou vodu vytékající z kohoutků a ze stěn, nefungující výtah a mrtvou dívku v nádobě na vodu na střeše budovy. Jedná se o předělávku japonského hororu z roku 2002. V americké verzi se shodou okolností jedna z postav jmenuje Cecilia, jiná zase Dahlia.
Jméno Elisa Lam je anagramem LAM-ELISA, což je metoda využívaná pro detekci tuberkulózy. Čtvrť, ve které stál hotel Cecil, byla v minulosti zasažena rozsáhlou epidemií tuberkulózy. Tato metoda byla navíc vyvinuta na univerzitě v Britské Kolumbii, tedy škole, kterou Elisa navštěvovala.

## Odkaz případu
Případ smrti Elisy Lamové přilákal pozornost zastánců paranormálních jevů, lovců záhad i skeptiků. Ihned po zveřejnění záhadného videa z výtahu bylo založeno několik internetových skupin amatérských vyšetřovatelů, kteří zanalyzovali video a někteří z nich se dokonce vypravili vyšetřovat přímo na místo. Pochybná pověst hotelu Cecil se ještě prohloubila. Nakonec bylo přistoupeno k jeho přejmenování na Stay on Main. Několik hostů, kteří v době smrti Elisy Lamové hotel obývali a pili místní vodu, podalo žalobu. Výsledky rozborů však prokázaly, že nebyla kontaminována. Nádrže prošly sanací a nadále sloužily svému účelu. Hotel se rozhodli žalovat i Elisiny rodiče, jinak však žádnou publicitu nevyhledávali. Případ inspiroval několik knih, filmů a seriálů.